# 中央報勳醫院站
中央報勳醫院站（：／ Jungang-Bohun-byeongwon yeok */?）是首爾地鐵9號線的終點車站，位於韓國首爾特別市江東區遁村洞。

## 車站構造
站體為2面3線完全混合式月台的地下車站，候車月台設有月台幕門，並有3處出口。

### 月台配置
| 遁村五輪 ↑ |
| \| 上 \|   |
| 起終點站   |

| 月台 | 路線           | 目的地                                                 |
| ---- | -------------- | ------------------------------------------------------ |
| 上行 | ●首爾地鐵9號線 | 奧林匹克公園、新論峴、銅雀、鷺梁津、金浦機場、開花方向 |
| 下行 | ●首爾地鐵9號線 | 此站終着                                               |

## 歷史
- 2018年12月1日：落成啟用。

## 車站周邊
- 一字山（朝鲜语：일자산）
- 中央報勳醫院（朝鲜语：중앙보훈병원）
- 遁村高校
- 遁村中學
- 首爾善隣初等學校

## 圖片

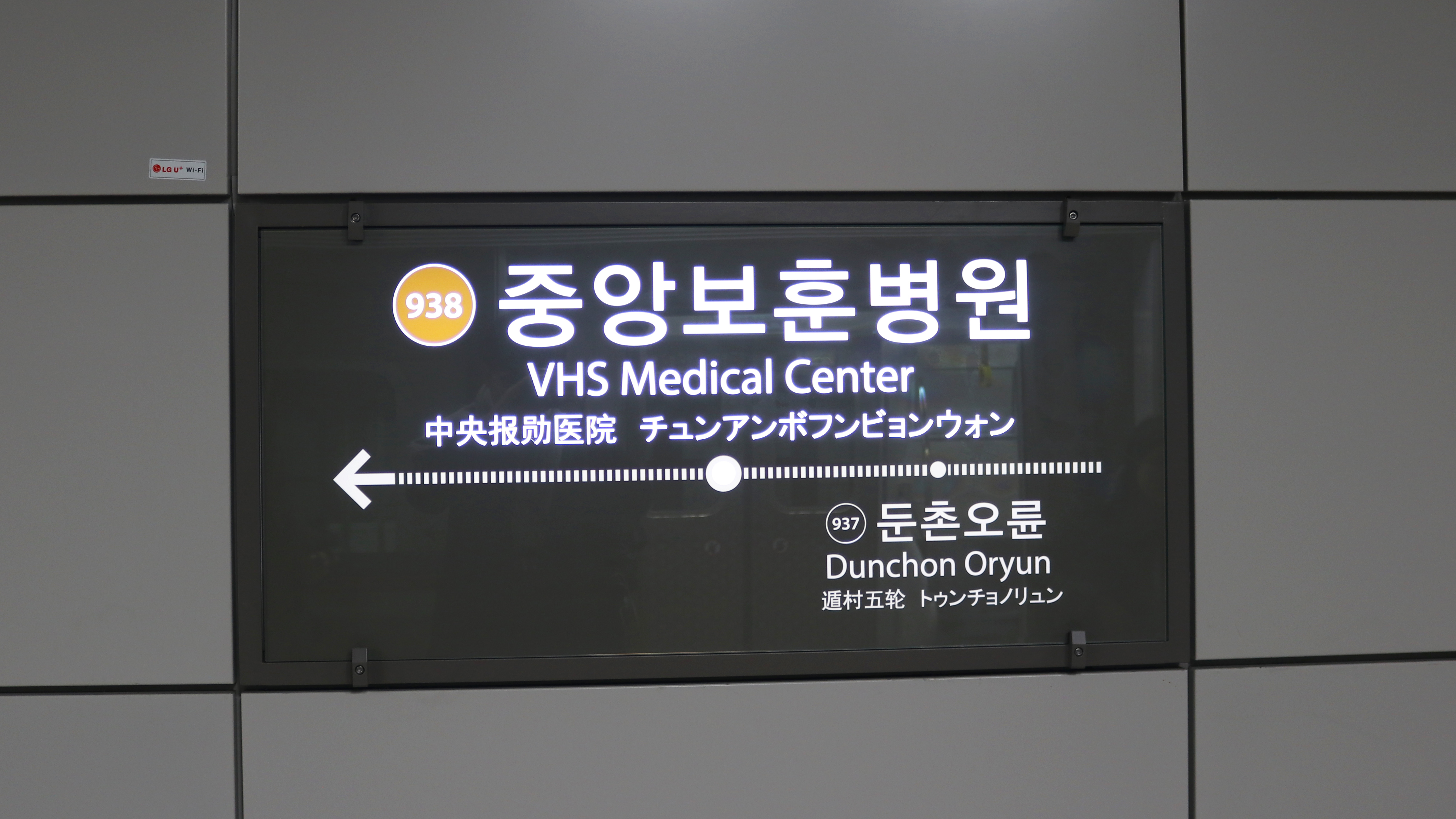
站名牌
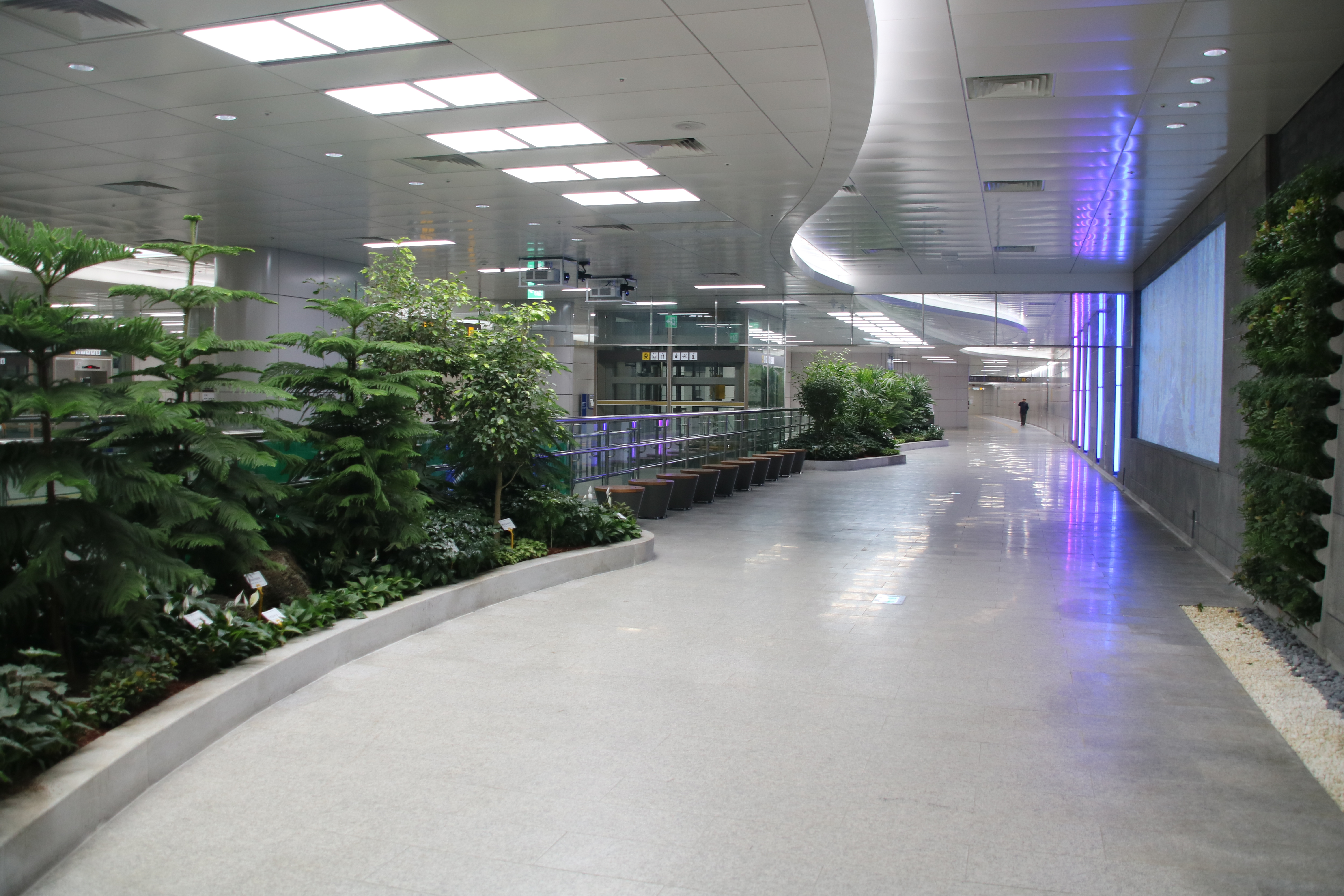
車站大廳
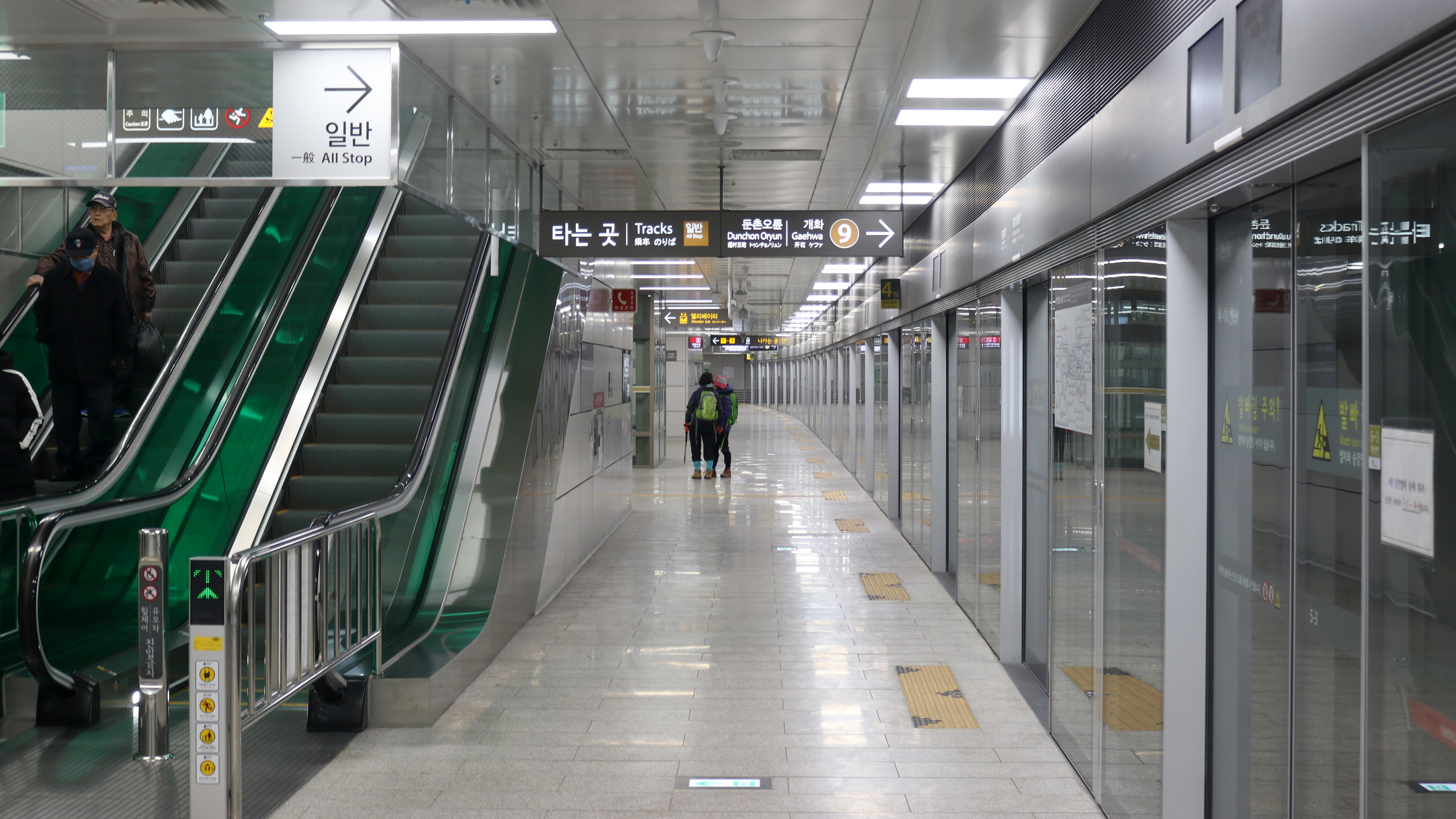
候車月台
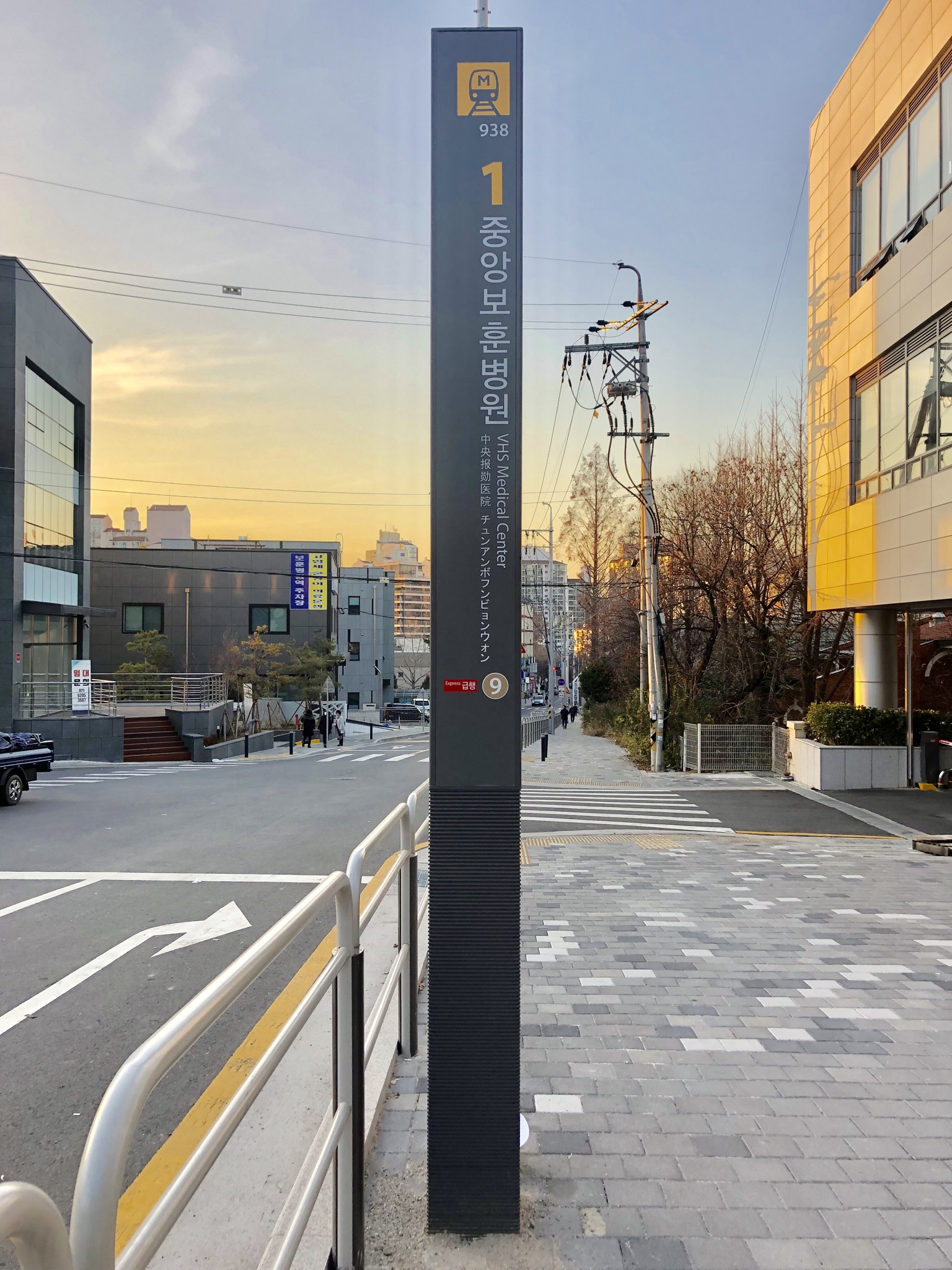
1號出口側柱站牌
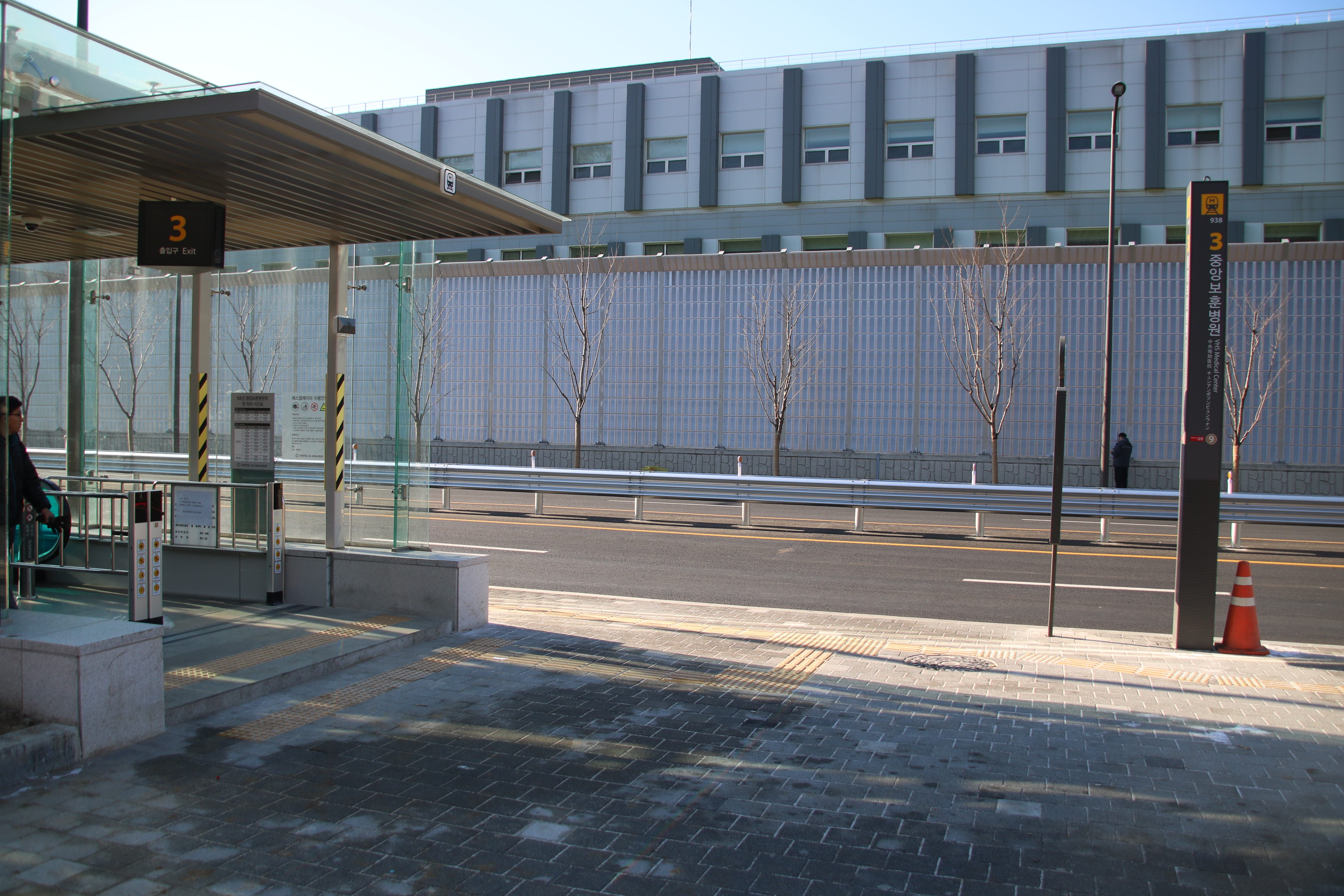
3號出口

## 相鄰車站
首爾交通公社
●首爾地鐵9號線
急行
奧林匹克公園（936）－中央報勳醫院（938）
一般
遁村五輪（937）－中央報勳醫院（938）